# 伊予警察署
伊予警察署（いよけいさつしょ）は、愛媛県警察が管轄する警察署の一つである。

## 所在地
- 愛媛県伊予市下吾川960番地

## 管轄区域
- 伊予市
- 伊予郡のうち松前町

## 組織
- 警務課 - 警務係、被害者支援係、警察相談係、留置係
- 会計課 - 会計係
- 生活安全課 - 生活安全係、申請許可係、少年係、警察相談係
- 地域課 - 地域係、通信指令係、地域指導係、安全安心推進係、自動車警ら係
- 刑事課 - 指導係、捜査係、鑑識係
- 交通課 - 指導係、交通係、交通機動係
- 警備課 - 警備係

## 沿革
- 1954年（昭和29年）7月1日 - 警察法施行により愛媛県警察が発足。国家地方警察愛媛県伊予地区警察署から愛媛県郡中警察署となる。
- 1955年（昭和30年）1月1日 - 愛媛県伊予警察署に改称。

## 交番
（ ）の中は所在地
- 駅前交番（伊予市米湊834番地15）
- 松前交番（伊予郡松前町大字筒井636番地3）

## 駐在所
（ ）の中は所在地
- 上野駐在所（伊予市上三谷甲1873番地4）
- 中村駐在所（伊予市中村甲6番地1）
- 大平駐在所（伊予市大平甲1062番地3）
- 北伊予駐在所（伊予郡松前町大字出作241番地1）
- 中山駐在所（伊予市中山町中山丑510番地2）
- 双海駐在所（伊予市双海町上灘甲5718番地1）